# Sheila Sherlock
Sheila Sherlock   (Dublín, 31 de març de 1918 - Londres, 30 de desembre de 2001) Dame FRCP, FRCP Ed, FRS, va ser una metgesa i professora britànica, és considerada la principal pionera en l'àmbit de l'hepatologia, l'estudi del fetge.

## Biografia
Sheila Sherlock va néixer a Dublín el 31 de març de 1918, l'única filla de Violet Mary Catherine (née Beckett) i Samuel Philip Sherlock, un oficial de l'exèrcit que va servir com a tinent de la primera reserva de cavalleria.
La seva família es va traslladar d'Irlanda a Londres poc després del seu naixement i va assistir a escoles privades a la ciutat fins que la seva família es va traslladar el 1929 al poble de Sandgate, Kent. A Kent, va ser educada a l'Escola del Comtat de Folkestone per a noies. A principis del segle xx, les dones que sol·licitaven entrar en escoles mèdiques es trobaven en gran desavantatge i, des de 1935 fins a 1936, Sherlock va intentar ser admesa a diverses escoles mèdiques angleses però va ser rebutjada. Finalment, el 1936 va ser admesa a la Universitat d'Edimburg. La seva habilitat es va fer evident, i es va graduar el 1941 com a primera de la seva promoció. Va ser guardonada amb la beca Ettles, esdevenint la segona dona en haver-la obtingut.

## Biografia professional
Va romandre a Edimburg per assumir el càrrec de professor ajudant en cirurgia que li va oferir el professor Sir James Learmonth. Va publicar el seu primer treball amb Learmonth el 1942. Més endavant va relatar que Learmonth li havia ensenyat com realitzar i documentar la recerca. El mateix any, va ser nomenada doctora pel professor Sir John McMichael a la Royal Medical School of Postgraduate, Hammersmith Hospital.
En aquesta ocupació va treballar en l'estudi de l'hepatitis, que va poder continuar des de 1943 fins a 1947 gràcies al finançament del Medical Research Council i posteriorment amb la concessió de Beit Memorial Fellowship. Va rebre el premi MD amb una tesi sobre malaltia del fetge, amb especial referència a la biòpsia hepàtica per aspiració, que va rebre una medalla d'or per la Universitat d'Edimburg.
Va realitzar investigacions sobre hipertensió portal, encefalopatia hepàtica i ascites en aquell període. El 1947 va passar un any a la Facultat de Medicina de la Universitat Yale com a Rockefeller Travelling Fellow, treballant en el metabolisme dels carbohidrats i la malaltia hepàtica. Va tornar a Londres i, el 1948, va ser nomenada professora de medicina i consultora mèdica a l'Hospital de Hammersmith. El 1951, amb 33 anys, va ser elegida membre del Royal College of Physicians, convertint-la en la dona més jove en rebre aquesta qualificació.
El 1959 es va convertir en la primera professora de medicina britànica, quan va ser nomenada pel càrrec per la Royal Free Hospital School of Medicine de Londres. Va fundar la unitat de fetge que es trobava en una estructura de fusta temporal a la teulada de l'hospital de Gray's Inn Road. Malgrat la seva ubicació, el departament va atreure estudiants de tot el món, i molts líders actuals en el camp de l'hepatologia van passar el temps allí. Es van realitzar investigacions en diverses àrees de malaltia hepàtica: incloent; el metabolisme de bilirubina, l'hemocromatosi, la colestasis, la malaltia hepàtica induïda per fàrmacs, la síntesi d'albúmina, la hipertensió portal i les ascites, la malaltia hepàtica autoinmunitària i el seu tractament amb corticoesteroides i l'ús de biòpsia hepàtica en el diagnòstic de malalties hepàtiques. El 1974 el departament es va traslladar al nou hospital de Hampstead, on estava situat a prop de les sales de la clínica, a la 10a planta. Les investigacions van continuar allí, amb l'hepatitis viral, el trasplantament hepàtic i el tractament endoscòpic de les varices convertint-se en importants àrees d'estudi. Es va retirar de la càtedra de Medicina el 1983, però va continuar veient pacients, investigant i escrivint.

## Publicacions
Sherlock Va ser sabut com a escriptor clar i succint, i va publicar per damunt 600 papers en revistes científiques. El seu més llibre sabut àmpliament, Malalties del Fetge i Biliary Sistema, era primer publicat dins 1955, va ser escrit només pel seu fins a la temporada 9a edició dins 1993, i és ara en la seva 12a edició. Sigui també editora de Gut i la Revista d'Hepatologia.

## Afiliacions destacades
- Co-Fundadora (amb Hans Popper) i presidenta de l'Associació Internacional per l'Estudi del Fetge (1958–1962)
- Regidora (1964-1968), Censora (1970–72),al sènior Censura i Vicepresidenta (1976–77) Universitat Reial de Physicians - Sherlock era el primer Vicepresident de dona de la Universitat Reial de Physicians
- President, Societat britànica de Gastroenterology (1973)
- Membre del Senat, Universitat de London (1976–77)
- Fundadora i Presidenta més tardà, Confiança de Fetge britànic (1988–2001)
- Fundadora de l'Associació Americana per l'Estudi de la Malaltia del Fetge

## Honors i premis
- Buckston Browne Premi (1953)
- Premi de Cullen del William (1962) (compartit)
- Honorary Membre del gastroenterological societats de; Estats Units (1963), Australasia (1965), Mèxic (1968), Txecoslovàquia (1968), Iugoslàvia (1981), Suècia (1983)
- Honorary Membre, Associació d'americà Physicians (1973)
- Honorary Membre, Associació Cirurgians Alimentaris (1973)
- Dame Comandant de l'Ordre de l'Imperi britànic (DBE) (1978)
- Jimenez-Diaz Premi (1980)
- Thannhauser Premi, (1980)
- Fothergill Medalla d'or, Societat Mèdica de London (1983)
- Medalla d'or, Associació Mèdica britànica (1985)
- Honorary Doctorat per ser una personalitat excepcional en els camps d'hepatologia clínica i experimental, Centre Mèdic Universitari, Johannes Gutenberg Universitat, Magúncia (1991)[9]
- Honorary Membre, Associació d'Alfa d'Omega d'Alfa (1992)
- Elegit com a Amic de la Societat Reial (FRS) (maig 2001)[10]
- Honorary Company del Reial Australasian Universitat de Physicians (1984), Universitat Reial de Physicians i Cirurgians (1986), Universitats Reials de Cirurgians (1989), Universitat americana de Physicians, Universitat Reial de Physicians del Canadà, Universitat Reial de Physicians d'Irlanda
- Honorary Graus; DSc, Universitat de Ciutat de Nova York (1977), Yale Universitat (1983), Universitat d'Edimburg (1985), Universitat de London (1989), Universitat d'@Cambridge (1995), MD, Universitat de Lisboa (1981), Universitat d'Oslo (1981), Universitat de Leuven (1984), Universitat de Barcelona (1991), Universitat de Magúncia (1991), Trinity Universitat, Dublín (1992), Universitat de Valladolid (1994), Universitat de Wisconsin (1995), Universitat de Santiago, Xile (1995), Universitat de Padua (1996), Universitat de Toronto (1996), Universitat de Oviedo (1998), LLD, Universitat de Aberdeen (1982)

## Vida personal
El 15 de desembre de 1951 Sherlock Geraint casat "Gerry" James, un physician i investigador a sarcoïdosi. Van tenir dues filles Amanda i Auriole, i dues netes.
El 30 de desembre de 2001 Sherlock mort dins Londres de fibrosi pulmonar, dues setmanes després del seu aniversari de casament daurat. La seva filla Amanda, un Baptist ministre, va conduir el seu funeral.

## Llegat
Quan Sherlock va començar la seva carrera mèdica, poc va ser sabut aproximadament malaltia de fetge. La seva feina ajudada per establir hepatologia com a mèdic specialty. Va iniciar l'ús de biòpsia de fetge de l'agulla, el qual hi havia estat utilitzat purament com a eina de recerca, va basar en la tècnica de Senyor John McMichael. La seva aproximació va millorar la comprensió de la patologia de malaltia de fetge i és continua ser utilitzat en la diagnosi de malalties de fetge avui. La unitat de fetge que va instal·lar a l'Hospital Lliure Reial esdevenia el centre per ambdues recerca a malaltia de fetge i l'educació de trainees en el specialty.
Dins 1966, va desenvolupar, amb Deborah Doniach del Middlesex Hospital, la prova estàndard per la colangitis biliar primària i més tard mostrat que sigui una malaltia autoimmunitària. Ella també demostrat l'eficàcia dels glucocorticoides per l'hepatitis autoimmunitària. Ella també reconegut l'enllaç entre hepatitis B i carcinoma hepatocel·lular.
Dins 2006, la Sheila Sherlock els premis van ser fundats amb una donació del seu marit, Geraint James. Els dos premis són atorgats al més alt aconseguint estudiants mèdics a l'UCL Escola Mèdica.
Dins març 2008, en el 90è aniversari del seu naixement, la unitat de fetge que hi hagi fundat a l'Hospital Lliure Reial, va ser rebatejat la Sheila Sherlock Centre de Fetge en la seva memòria.

## Citacions
La professora Priscilla Kincaid-Smith, nefrologa va dir sobre ella:
"Sigui un magnífic clinician; tots nosaltres vam utilitzar per anar a la ronda de Sheila . Sigui tan mal educada mentre qualsevol cosa a tu damunt la ronda – realment et tria fora i dir, 'Allò és escombraries absolutes,' i passeig damunt al pacient pròxim. Però sigui enorme, un realment meravellós clinician."